# Gentiana austromontana
Gentiana austromontana là một loài thực vật có hoa trong họ Long đởm. Loài này được J.S.Pringle & Sharp mô tả khoa học đầu tiên năm 1964.